# Kirill Alexejewitsch Folmer
Kirill Alexejewitsch Folmer (russisch Кирилл Алексеевич Фольмер; * 25. Februar 2000 in Engels) ist ein russischer Fußballspieler.

## Karriere
Folmer begann seine Karriere bei Spartak Moskau. Im März 2019 debütierte er gegen die Zweitmannschaft von Zenit St. Petersburg für die zweite Mannschaft Spartaks in der zweitklassigen Perwenstwo FNL. Bis zum Ende der Saison 2018/19 kam er zu zwölf Zweitligaeinsätzen, in denen er zwei Tore erzielte. Nach weiteren drei Einsätzen für Spartak-2 zu Beginn der Saison 2019/20 wechselte er im August 2019 zum Erstligisten FK Ufa. In seiner ersten Spielzeit in Ufa kam er allerdings nie zum Einsatz. Im August 2020 debütierte er schließlich gegen den FK Krasnodar in der Premjer-Liga.
Nach insgesamt 13 Einsätzen für Ufa wechselte Folmer im Februar zum Ligakonkurrenten FK Rostow. Bis zum Ende der Saison 2020/21 kam er zu sechs Einsätzen für Rostow. In der Saison 2021/22 absolvierte er 15 Partien in der Premjer-Liga. Zur Saison 2022/23 wurde der Mittelfeldspieler innerhalb der Liga an Achmat Grosny verliehen. Bei Achmat spielte er aber keine Rolle und kam bis zur Winterpause nur dreimal zum Einsatz.
Daraufhin wurde die Leihe im Januar 2023 vorzeitig beendet und Folmer an den Zweitligisten Baltika Kaliningrad weiterverliehen.